# فرانک آپرمن
فرانک آپرمن (انگلیسی: Frank Opperman؛ ۱۸۶۱ – ۱۹۲۲) بازیگر آمریکایی اهل فیلم‌های صامت بود.

## گزیده فیلمشناسی
از فیلم‌هایی که وی در آن‌ها نقش داشته‌است، می‌توان به تنبیه، تانگو تانگل، ضربه فنی، شلوار جادویی فتی، عشق جریحه‌دارشده تیلی، نقش جدید فتی و معلم کوچک اشاره نمود.